# Малахова (Ірбітський міський округ)
Мала́хова (рос. Малахова) — присілок у складі Ірбітського міського округу Свердловської області.
Населення — 69 осіб (2010, 77 у 2002).
Національний склад населення станом на 2002 рік: росіяни — 95 %.